# Polski Kalendarz Europejski
Polski Kalendarz Europejski – miesięcznik wydawany przez Polską Fundację im. Roberta Schumana w latach 1997–2007 we współpracy z polskimi proeuropejskimi organizacjami pozarządowymi i szkolnymi klubami europejskimi, zawierający m.in. artykuły przedstawiające ich działalność, historię i bieżące kwestie związane z procesem integracji europejskiej, prezentacje państw członkowskich UE i dotychczasowych krajów kandydujących – które od 1 maja 2004 są pełnoprawnymi członkami UE, oraz portrety zasłużonych Europejczyków.
W „Polskim Kalendarzu Europejskim” znajdowały się m.in.: 
- wywiady z ekspertami, dyplomatami i politykami zajmującymi się integracją europejską
- mini-wykłady na temat państw członkowskich UE i jej instytucji
- artykuły dotyczące poszczególnych problemów i polityk unijnych
- kroniki wydarzeń z Europy i z Polski, zawierające interesujące fakty, umykające na co dzień w natłoku bieżącej informacji
- wypowiedzi i publikacje postaci z życia publicznego, pisarzy i publicystów, takich jak: Leszek Balcerowicz, Władysław Bartoszewski, Bronisław Geremek, Artur Hajnicz, Zygmunt Kałużyński, Zygmunt Kubiak, Jan Kułakowski, Tadeusz Mazowiecki, Jan Nowak-Jeziorański, Jerzy Szacki, Róża Thun, Lucjan Wolanowski, Jacek Woźniakowski.

Na łamach „Polskiego Kalendarza Europejskiego” rozmawiano m.in.: z Janem Kułakowskim o jego pracy Głównego Negocjatora; z prof. Antoniną Kłoskowską o tożsamości narodowej w przededniu wstąpienia do UE; z angielskim historykiem Normanem Daviesem o Imperium Brytyjskim; z prof. Jerzym Szackim o transformacji i zmianach społecznych w Polsce po 1989 roku; z Władysławem Bartoszewskim o bieżących sprawach niemieckich; z Güntherem Verheugenem o niemieckiej prezydencji w UE i współpracy polsko-niemieckiej; z pisarzem Gustawem Herlingiem-Grudzińskim o miejscu Polski w Europie i kulturze europejskiej; z Janem Pomianem o Józefie Retingerze; z Claudio Magrisem o „Mitteleuropie”. 